# Selección femenina de voleibol de Costa Rica
La selección femenina de voleibol de Costa Rica es el equipo representativo del país en las competiciones oficiales de voleibol. Participa en los torneos organizados por la NORCECA, así como en los de la Federación Internacional de Voleibol.
Costa Rica participó en el Mundial de Voleibol de Japón del 2006 y 2010.